# Kung Orre
Kung Orre är en mytologisk gestalt, främst känd genom uttryck som på kung Orres tid.
Det har ibland antagits ha påverkats av uttrycket På Arilds tid, vilket i sin tur inlånats från danskan och stammar från fornnordiskans ár vas alda, alltså i arla tid, tidernas begynnelse.. Berättelserna om kung Orre är dock gamla, han nämns första gången 1563 ("Kongh Årre") och Rävsagan 1621 ("Kong Orres tijdh"). Olof Rudbeck den äldre talar i sin Atlantica om kung Orres "mandat", som upplästes, och hans visa, som sjöngs bland bönderna Tjugondag Knut. En skrift om firandena finns från 1600-talet. Bevarad är även visan Kung Orre han skulle till gästabud fara, upptagen i Svenska fornsånger.
Ursprunget till sägnerna om kung Orre är okänt. Det finns en uppenbar likhet med namnet ”King Orry”, en viking som erövrade Isle of Man 1079 och regerade där i 16 år. Han beskrivs som en god och vis härskare. Men det går inte att spåra uttrycket ”Kung Orres tid” till denne King Orry.